# Гавиаловые

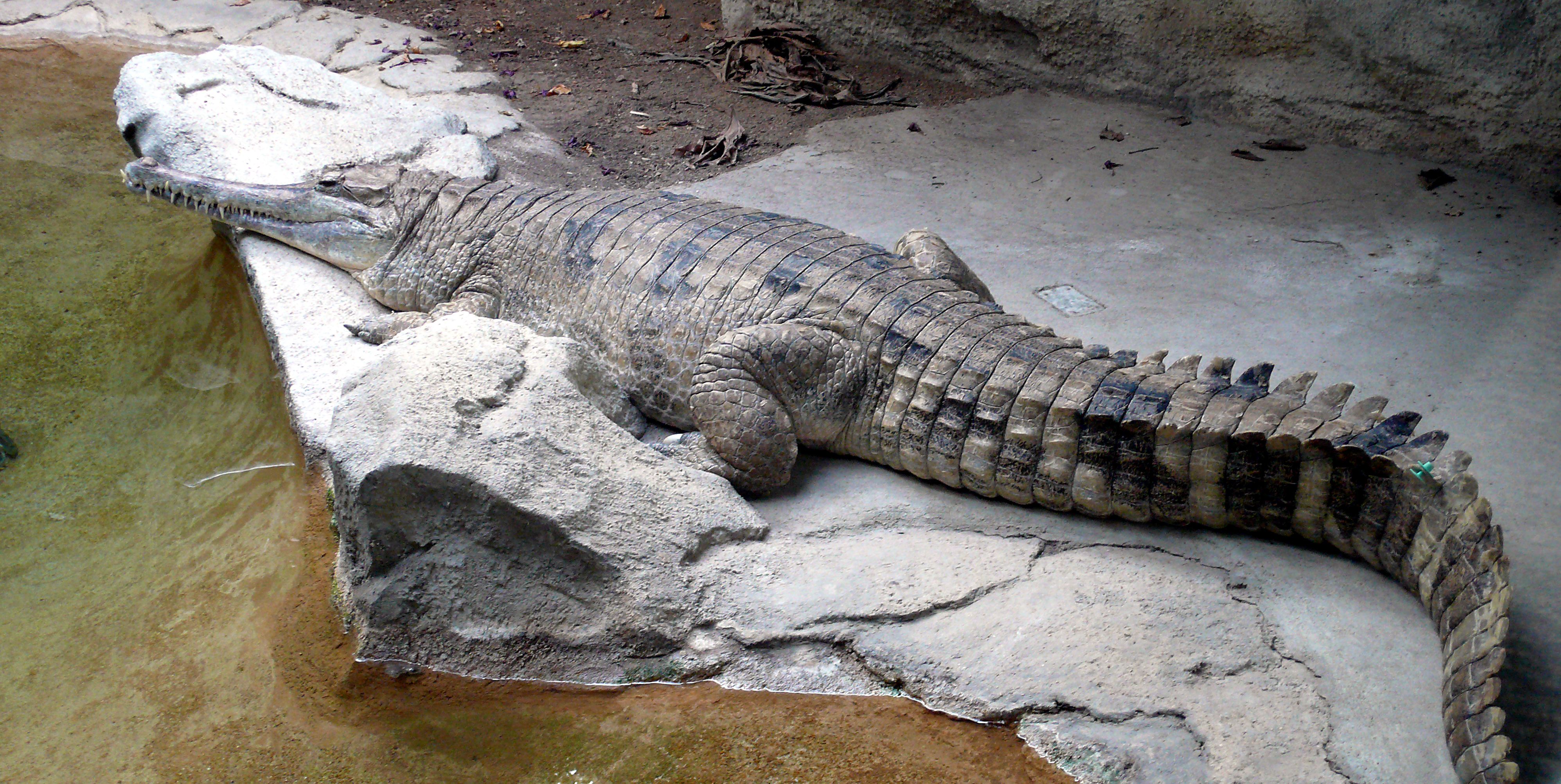
Гавиаловый крокодил (Tomistoma schlegelii)

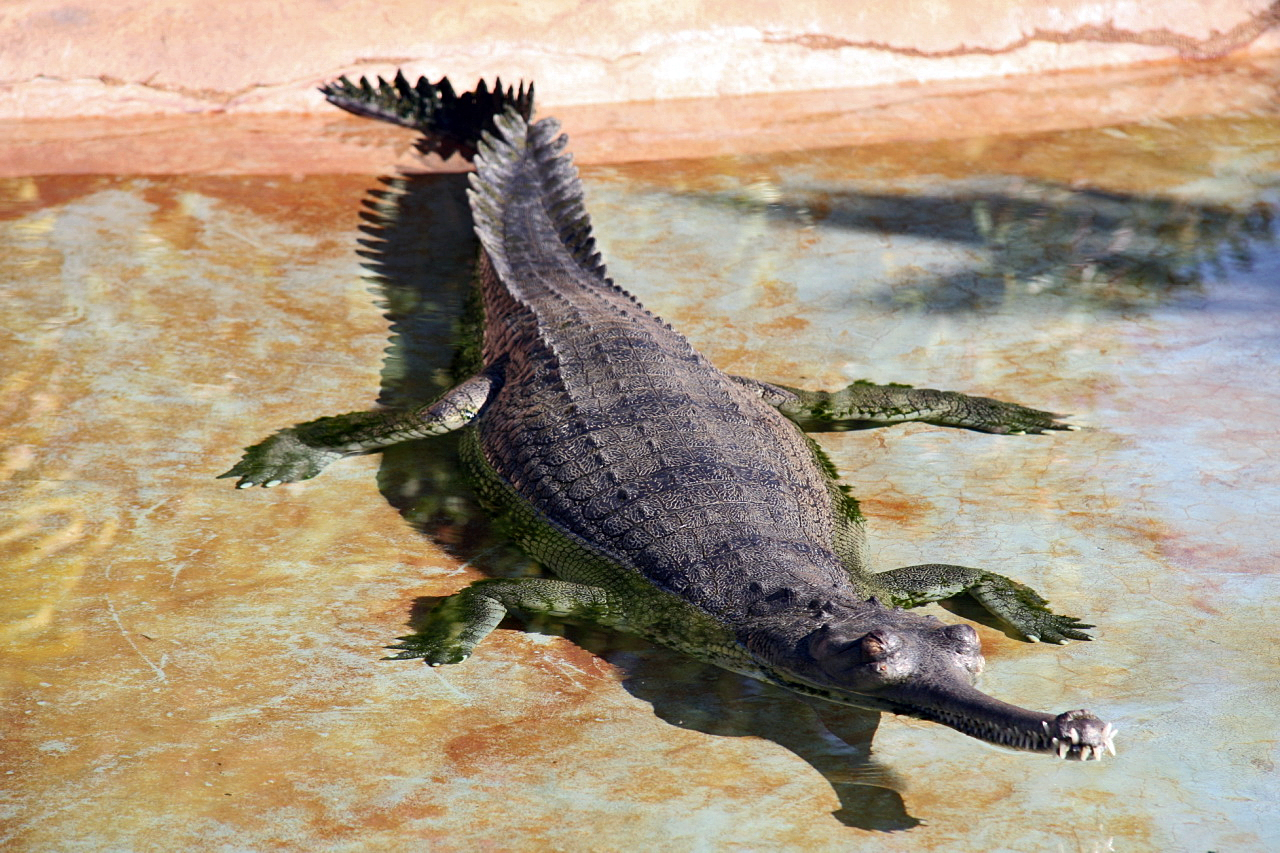
Гангский гавиал (Gavialis gangeticus)

Гавиаловые, или гавиалы (лат. Gavialidae), — семейство пресмыкающихся из отряда крокодилов. К нему относятся один или два современных вида: гангский гавиал и, возможно, гавиаловый крокодил.

## Описание
Представители этого семейства характеризуются как большие полуводные рептилии, напоминающие настоящих крокодилов, но с гораздо более тонкими мордами. Тонкая морда используется гавиаловыми для ловли рыбы, но она недостаточно прочна, чтобы позволить им захватывать крупную добычу, как настоящим крокодилам и некоторым аллигаторовым (чёрным кайманам).
Генетические исследования указывают на то, что гавиаловых, возможно, уместнее понизить до подсемейства в составе семейства настоящих крокодилов.

## Классификация
- † Род Sacacosuchus[6]
- Подсемейство Tomistominae (возможно, парафилетическая группа[6][7])
  - † Род Kentisuchus
  - † Род Gavialosuchus
  - † Род Paratomistoma?
  - † Род Thecachampsa
  - † Род Rhamphosuchus
  - Род Tomistoma
    - Tomistoma schlegelii
    - † Tomistoma lusitanicum
    - † Tomistoma cairense

  - † Род Toyotamaphimeia
- Подсемейство Gavialinae (=Gryposuchinae)[8]
  - † Род Aktiogavialis
  - † Род Eogavialis
  - Род Gavialis
    - Gavialis gangeticus

  - † Род Gryposuchus
  - † Род Hanyusuchus[9]
  - † Род Hesperogavialis
  - † Род Ikanogavialis
  - † Род Piscogavialis
  - † Род Siquisiquesuchus

### Альтернативная классификация
По данным сайта Paleobiology Database, на июнь 2018 года в семейство включают всего 3 вымерших рода:
- † Brasilosuchus Souza Filho & Bocquetin Villanueva, 1989 (1 вид)
- † Hesperogavialis Bocquentin Villanueva & Buffetaut, 1981 (1 вид)
- † Rhamphostomopsis Rusconi, 1933 (1 вид)
- Род Gavialis Oppel, 1811 — Гангские гавиалы[3] (или в надсемействе Gavialoidea, 1 современный и 8 вымерших вида[11])

Многие таксоны, которые ранее включали в семейство, перенесены в надсемейство Gavialoidea:
- Роды incertae sedis
  - † Aktiogavialis Vélez-Juarbe et al., 2007 (1 вид)
  - † Argochampsa Hua & Jouve 2004 (1 вид)
  - † Eogavialis Buffetaut, 1982 (3 вида)
  - † Eosuchus Dollo, 1907 (2 вида)
  - † Eothoracosaurus Brochu, 2004 (1 вид)
  - † Ocepesuchus Jouve et al., 2008 (1 вид)
  - † Thecachampsoides Norell & Storrs, 1989
  - † Thoracosaurus Leidy, 1852 [syn. Holopsisuchus Kuhn, 1961] (4 вид)
- † Подсемейство Gryposuchinae Vélez-Juarbe et al., 2007
  - † Gryposuchus Gürich, 1912 (5 видов)
  - † Ikanogavialis Sill, 1970 (1 вид)
  - † Piscogavialis Kraus, 1998 (1 вид)
  - † Siquisiquesuchus Brochu & Rincón, 2004 (1 вид)

К подсемейству Tomistominae, включаемому в семейство по результатам молекулярно-генетических исследований, относят следующие таксоны:
- Tomistominae Kalin, 1955
  - † Dollosuchoides Brochu, 2007 (1 вид)
  - † Dollosuchus Swinton, 1937
  - † Ferganosuchus Efimov, 1982 (1 вид)
  - † Gavialosuchus Toula & Kail, 1885 [syn. Megalodelphis Kellogg, 1944] (3 вида)
  - † Kentisuchus Mook, 1955 (2 вида)
  - † Maomingosuchus Shan et al., 2017 (1 вид)
  - † Maroccosuchus Jonet and Wouters, 1977 (1 вид)
  - † Megadontosuchus Mook, 1955 (1 вид)
  - † Paratomistoma Brochu & Gingerich, 2000 (1 вид)
  - † Penghusuchus Shan et al., 2009 (1 вид)
  - † Rhamphosuchus Lydekker, 1886 (1 вид)
  - † Thecachampsa Cope, 1867 (5 видов)
  - Tomistoma Müller, 1846 — Гавиаловые крокодилы (1 современный и 11 вымерших видов)
  - † Toyotamaphimeia Aoki, 1983
    - † Toyotamaphimeia machkanense (Kobatake et al., 1965) — Тойотамафимейя[13]